# Собино (Владимирская область)
Собино — деревня в Кольчугинском районе Владимирской области России, входит в состав Раздольевского сельского поселения.

## География
Деревня расположена в 10 км на запад от центра поселения посёлка Раздолье и в 4 км на юг от райцентра города Кольчугино.

## История
Впервые упоминается в 1582 году в жалованной грамоте Ивана Грозного Архангельскому собору Московского кремля, вместе с селом Флорищами и другими деревнями, как вклад по душе царевича Ивана Ивановича. Тогда деревня входила в состав Тихотина стана Юрьев-Польского уезда.
В переписи 1647 года значится как пустошь.
При переписи в 1677 году указано что деревня Собино, что была пустошь после морового поветрия, поселена вновь. Тогда в ней числилось 5 дворов, а в них 18 человек.
До секуляризационной реформы 1764 года деревня принадлежала Архангельскому собору Московского кремля, потом была передана в ведение Коллегии экономии.
С 1778 по 1796 годы деревня Собино находилась в Киржачском уезде Владимирской губернии, после упразднения Киржачского уезда оказалась в Покровском уезде той же губернии.
В 1816 году в деревне числилась ленточная фабрика на 4 станка.
В конце XIX — начале XX века деревня входила в состав Завалинской волости Покровского уезда, с 1925 года — в составе Кольчугинской волости Александровского уезда. В 1859 году в деревне числилось 22 дворов, в 1905 году — 29 дворов, в 1926 году — 42 дворов.
С 1929 года деревня входила в состав Беречинского сельсовета Кольчугинского района, с 1978 года — в составе Белореченского сельсовета, с 1984 года — в составе Раздольевского сельсовета, с 2005 года — в составе Раздольевского сельского поселения.

## Население
| 1859 | 1905 | 1926 | 2002 | 2010 | 2021 |
| ---- | ---- | ---- | ---- | ---- | ---- |
| 139  | ↗168 | ↗185 | ↘10  | ↗11  | ↗20  |